# Stena-Sphäre
Die Stena-Sphäre besteht aus den drei Muttergesellschaften Stena AB, Stena Sessan AB und Stena Metall AB, die sich vollständig im Besitz der Familie Olsson befinden. Zusammen bilden sie eine der größten Unternehmensgruppen Schwedens in Familienbesitz. Im Geschäftsjahr 2023–2024 war der Umsatz 96 Milliarden SEK und der Gewinn vor Steuern 4,3 Milliarden SEK mit etwa 22.000 Beschäftigten. Vorstandsvorsitzenden der Gruppe ist Dan Sten Olsson.

## Geschichte
Der Grundstein für die heutige Stena-Sphäre wurde am 18. November 1939 gelegt, als das Handelsunternehmen Sten A. Olsson Metallprodukter gegründet wurde. In den folgenden Jahren expandierte das Unternehmen sowohl innerhalb als auch außerhalb der Landesgrenzen.
Sten Allan Olsson (1916–2013) war der Sohn von Kapitän und Schiffsbesitzer Gustav Olsson (1876–1956) aus Donsö. In 1946 kaufte Sten Allan Olsson sein erstes Schiff mit einem Darlehen von 25.000 SEK von Handelsbanken, und das Transportgeschäft startet damit im kleinen Stil. Anfang der 1960er Jahre begann dann ein Fährdienst zwischen Göteborg und Skagen in Dänemark.
Im Laufe der Jahre wurden die Frachtdienste mit den Schiffen des Unternehmens zu einem wichtigen Teil des Geschäfts. Im Jahr 1972 wurde das Unternehmen in zwei Zweige aufgeteilt: Stena Line AB und Stena Metall AB. Im selben Jahr wurde das Masthugg-Terminal in Göteborg fertiggestellt. Das Unternehmen expandierte weiter, und Ende der 1970er Jahre wurden größere Investitionen in Offshore- und RoRo-Schiffe getätigt.
Stena Fastigheter (Eigentum) wurde 1980 gegründet. Die Tankerreederei Stena Bulk wurde 1982 gegründet. Die Northern Marine Group, eine Managementgesellschaft für Schiffe, die nicht unter schwedischer Flagge fahren, wurde 1983 gegründet, und der Sohn von Sten Allan Olsson, Dan Sten Olsson, übernahm in diesem Jahr die Geschäftsführung. Concordia Maritime wurde 1984 gegründet und an die Börse gebracht. In den 1990er Jahren expandierte das Unternehmen, auch im Bereich der Offshore-Bohrungen.
Mit der Gründung von Stena Adactum zu Beginn der 2000er Jahre wurde die Sphäre erweitert, um auch langfristige Investitionen in abgelegenen Geschäftsbereichen zu tätigen. Long Term Equity wurde 2006 für langfristige Investitionen ohne Eigentümerverantwortung gegründet. Ein erheblicher Teil der Investitionen konzentrierte sich auf Unternehmen im Energiesektor, einschließlich Öl und Offshore, aber auch auf alternative Energiequellen. Zu Beginn der 2000er Jahre wurde die Expansion auch im Bereich Offshore/Bohrungen fortgesetzt. Die Stena-Sphäre hat seit 1939 jedes Jahr einen Gewinn erwirtschaftet und beinhaltet das größte Fährschiffunternehmen der Welt.

## Die Stena-Sphäre

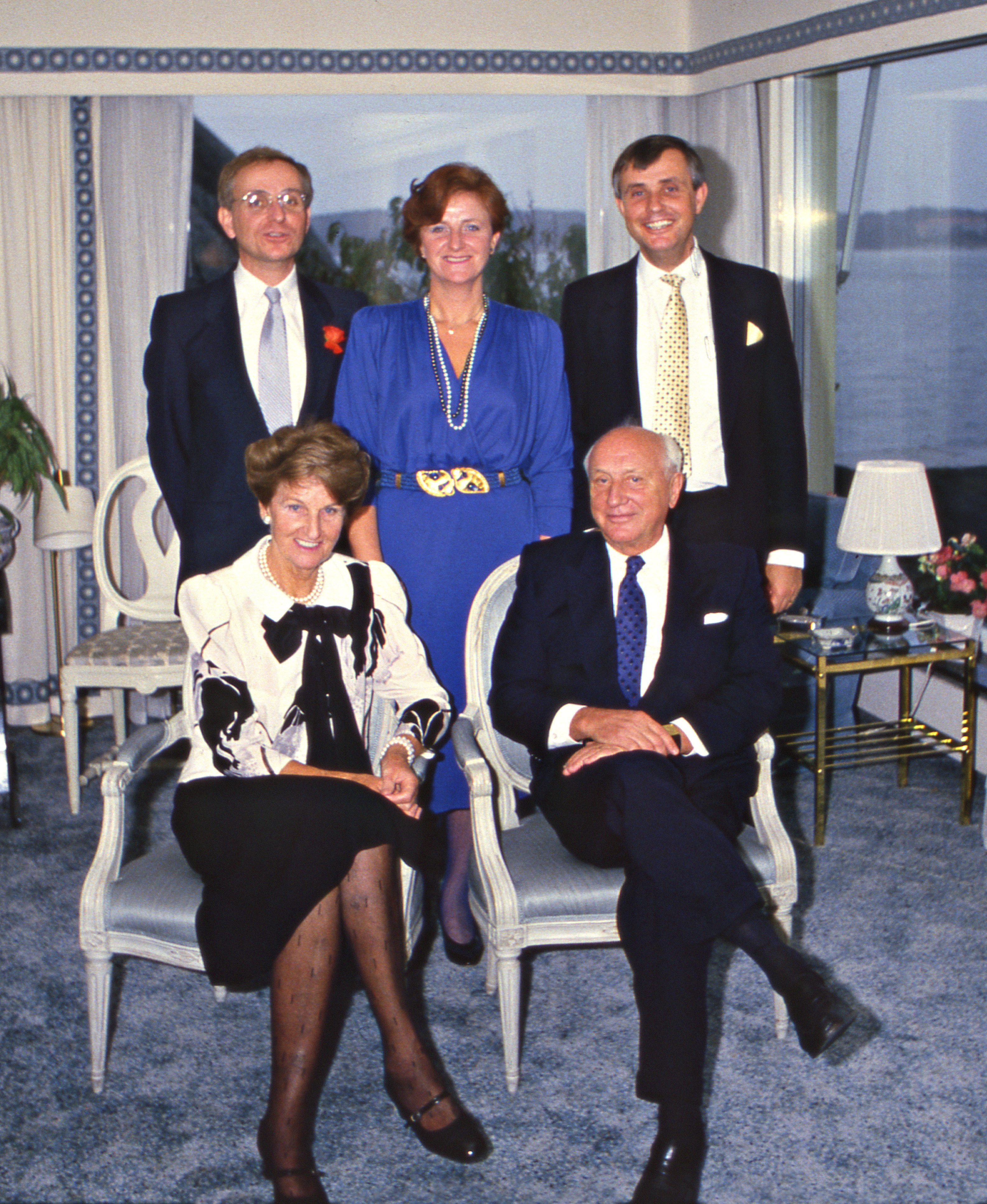
Familie Sten A. Olsson

Mitte der 1990er Jahre übertrug Sten Allan Olsson sein Eigentum an der Stena-Sphäre auf seine Kinder. Die Kinder seiner Tochter Madeleine besitzen jeweils 6 %.
- Dan Sten Olsson (1947–) – 51 %
- Stefan Sten Olsson(1949–) – 24,5 %
- Madeleine Olsson Eriksson (1945–) – 12,5 %
- Marie Eriksson – 6 %
- Gustav Eriksson – 6 %

### Stena AB
Zu den Tochtergesellschaften gehören:
- Stena Line AB ist eine der größten Fährreedereien der Welt. Das Unternehmen hat drei Geschäftsbereiche: Skandinavien, Nordsee und Irische See. Das Streckennetz besteht aus 18 strategisch günstig gelegenen Fährrouten in Skandinavien und dem Vereinigten Königreich. Der Hauptsitz befindet sich in Göteborg. Der Geschäftsführer von Stena Line ist Carl-Johan Hagman. Tochterunternehmen ist Stena Line Holland.
- Stena Drilling Ltd ist ein maritimes Bohrunternehmen mit Sitz in Aberdeen. Geschäftsführender Direktor ist Erik Ronsberg.
- Stena Rederi AB unterstützt und koordiniert die Schifffahrtsaktivitäten von Stena AB.
- Stena RoRo AB baut, kauft, verkauft und verchartert RoRo-Schiffe. Viele der Schiffe von Stena Line sind im Besitz von Stena RoRo. Der geschäftsführende Direktor ist Per Westling.
- Stena Bulk AB betreibt weltweit eine Flotte von Tankschiffen, Erik Hanell ist der Geschäftsführer.
- Stena Teknik ist eine zentrale Ressource für Fachwissen im Schiffsbau und Schiffsumbau innerhalb der Stena-Sphäre. Technischer Direktor ist Harry Robertsson.
- Northern Marine Group Ltd ist eine Schiffsmanagementgesellschaft und Schiffsbesatzungsagentur. Philip Fullerton ist der geschäftsführende Direktor.
- Stena Fastigheter AB besitzt 2,1 Millionen m² und verwaltet 300.000 m² Immobilien in Schweden, den Niederlanden, Frankreich, China und den Vereinigten Staaten. Geschäftsführerin ist Christel Armstrong Darvik.
- Stena International B.V. ist eine niederländische Tochtergesellschaft, die Immobilien besitzt.
- AB Stena Finans ist die Finanz- und Vermögensverwaltungseinheit für die gesamte Stena-Organisation. Peter Claesson ist der Finanzdirektor.
- Stena Adactum AB erwirbt und entwickelt andere Unternehmen. Geschäftsführender Direktor ist Martin Svalstedt.

### Stena Sessan AB
Sessanlinjen (Sessan-Linie) oder G.F.L. (Göteborg-Frederikshavns-Linie) wurde 1980 von Stena gekauft. Damit wurde der bis dahin bestehende harte Wettbewerb zwischen Sessan Line und Stena Line im Kattegat beendet. Der geschäftsführende Direktor ist Martin Svalstedt. Eine ihrer Tochtergesellschaften ist Concordia Maritime AB, die eine Flotte von 14 modernen Tankschiffen betreibt. Geschäftsführender Direktor ist Kim Ullman.

### Stena Metall AB
Stena Metall recycelt und verarbeitet Metalle, Papier, Elektroschrott, Altbatterien, gefährliche Abfälle und Chemikalien. Zu den Tätigkeiten des Unternehmens gehört auch der internationale Handel mit Stahl, Metallen und Öl. Das Unternehmen ist der älteste Teil der Stena-Sphäre und wurde am 18. November 1939 gegründet. Vorstandsvorsitzender ist seit dem 1. September 2022 Kristofer Sundsgård. Das Unternehmen hat Niederlassungen in Schweden, Norwegen, Dänemark, Finnland, Polen, Deutschland, Italien und den Vereinigten Staaten von Amerika.